# نیکلاس اسلونیمسکی

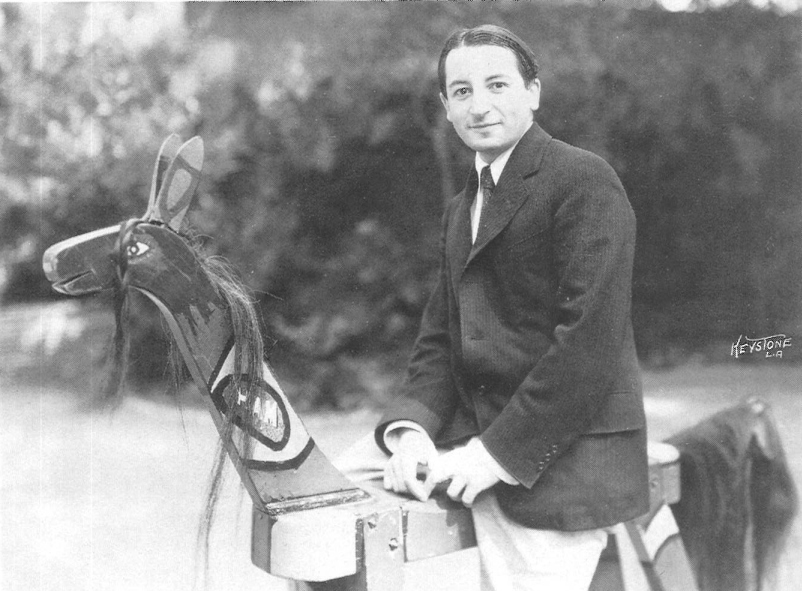
نیکلاس اسلونیمسکی در سال ۱۹۳۳ میلادی

نیکلاس اسلونیمسکی (انگلیسی: Nicolas Slonimsky؛ ۱۸۹۴ – ۱۹۹۵) با نام اصلی نیکلای لئونیدوویچ اسلونیمسکی روسی: Никола́й Леони́дович Сло́нимский؛ یک نوازنده پیانو، آهنگساز، رهبر موسیقی و فرهنگ‌نگار اهل روسیه و ایالات متحده آمریکا بود. وی را هنگام تولد در کلیسای ارتدکس روسی غسل تعمید دادند. وی به‌دنبال انقلاب روسیه همچون بسیاری از هنرمندان روسیه مجبور به ترک کشور شد و به پاریس رفت و پس از مدتی سرانجام به ایالات متحده آمریکا مهاجرت کرد. اسلونیمسکی مدافع سرسخت موسیقی کلاسیک معاصر بود. و وی همچنین مدتها نقد موسیقی می‌نوشت و مقالاتش امروزه در کتابخانه کنگره نگهداری می‌شوند.
وی همچنین برنده جوایزی همچون کمک‌هزینه گوگنهایم شده است.